# Коновалов, Анатолий Николаевич
Анато́лий Никола́евич Конова́лов (13 января 1936, Ростов-на-Дону — 13 августа 2021) — советский и российский математик, академик РАН (2006). Лауреат Государственной премии СССР (1988).

## Биография
Окончил Уральский государственный университет имени А. М. Горького, с 1960 по 1962 год преподавал там же. Инженер (с 1959), старший инженер Всесоюзного научно-исследовательского института технической физики (г. Снежинск).
С 1962 по 1966 год — преподаватель филиала Московского инженерно-физического института в Снежинске. В 1966 году защитил кандидатскую диссертацию «Разностные методы расчета плоских задач теории упругости».
В 1967 году А. Н. Коновалов переехал в Новосибирский Академгородок, приступил к работе в Вычислительном центре СО АН СССР (с 1990 года, после разделения ВЦ на несколько институтов — в Институте вычислительной математики и математической геофизики СО РАН). Преподавал на кафедре вычислительной математики механико-математического факультета Новосибирского государственного университета. В 1977 году представил к защите докторскую диссертацию «Математическое моделирование в задачах упругости и фильтрации», которая была защищена в 1978 году под названием «Математическое моделирование в задачах математической физики».
С 7 декабря 1991 года — член-корреспондент РАН (секция математики, механики, информатики), с 25 мая 2006 года — академик РАН (отделение математических наук). Читал курсы лекций в Якутском государственном университете.
А. Н. Коновалов скончался 13 августа 2021 года, похоронен на Южном кладбище Новосибирска.

## Награды и премии
Награждён медалью ордена «За заслуги перед Отечеством» II степени (2016),
- лауреат Государственной премии СССР (1988)
- Премия Правительства Российской Федерации в области образования — за цикл трудов «Становление математической культуры в высшей школе в единстве теории и практики» для образовательных учреждений высшего профессионального образования — 2008 год — (совместно с Вялым М. Н., Никитиным А. А., Михеевым Ю. В., Флёровым Ю. А.)[4]

## Научная деятельность
В сферу исследовательских интересов учёного входили математическое моделирование и вычислительная математика.
Научные результаты: построена общая теория метода фиктивных областей, что позволило предложить и обосновать новый алгоритм построения локально-двусторонних приближений для решений прямых и спектральных задач математической физики.

## Основные работы
- Численное решение задач теории упругости. Новосибирск, 1968. 127 с.;
- Численное решение задач теории упругости в напряжениях. Новосибирск, 1979. 92 с.;
- Задачи фильтрации многофазной несжимаемой жидкости. Новосибирск, 1988
  - 3-е изд. Singapore et al.: World Scientific, 1994. 173 с.;
- Введение в вычислительные методы линейной алгебры. Новосибирск, 1993. 158 с. (2-е изд.);
- К теории попеременно-треугольного итерационного метода // Сибирский математический журнал. 2002. № 3. С. 552—572.